# Рыпаков, Сергей Павлович
Сергей Павлович Рыпаков (1958 — 16 марта 2020) — советский казахский легкоатлет, специалист по бегу на средние дистанции. Выступал на всесоюзном уровне в конце 1970-х — начале 1980-х годов, двукратный бронзовый призёр чемпионата СССР, призёр первенств всесоюзного и всероссийского значения, действующий рекордсмен Казахстана в эстафете 4 × 800 метров. Представлял Алма-Ату и Вооружённые силы. Мастер спорта СССР. Тренер по лёгкой атлетике.

## Биография
Сергей Рыпаков родился в 1958 году. Занимался лёгкой атлетикой в Алма-Ате, выступал за Казахскую ССР и Вооружённые силы.
Наивысших успехов как спортсмен добился в сезоне 1980 года на чемпионате СССР в Донецке, где завоевал бронзовые награды в индивидуальном беге на 800 метров и в эстафете 4 × 800 метров. В эстафете вместе с партнёрами по казахской команде Владимиром Карпенко, Владимиром Волковым и Сергеем Дручининым установил ныне действующий рекорд Казахстана — 7.16,8.
После завершения спортивной карьеры работал тренером по лёгкой атлетике в Казахстане, занимал должность главного тренера сборной команды Алма-Аты.
Сын Денис Рыпаков — достаточно известный казахстанский бегун-спринтер, серебряный призёр Всемирной Универсиады в беге на 400 метров. Невестка Ольга Рыпакова (Алексеева) — олимпийская чемпионка в тройном прыжке.
Умер 16 марта 2020 года.